# Oncicola luehei
Espèce
Synonymes
- Prosthenorchis luehei Travassos, 1917 - protonyme

Oncicola luehei est une espèce d'acanthocéphales de la famille des Oligacanthorhynchidae. C'est un parasite digestif de procyonidés du Brésil.